# Anni Kärävä
Anni Kärävä (ur. 28 kwietnia 2000) – fińska narciarka dowolna specjalizująca się w slopestyle'u i big airze, olimpijka z Pekinu 2022.

## Udział w zawodach międzynarodowych
| Impreza                        | Rok  | Miejsce              | Konkurencja | Miejsce |                      |      |       |         |    |
| ------------------------------ | ---- | -------------------- | ----------- | ------- | -------------------- | ---- | ----- | ------- | -- |
| Impreza                        | Rok  | Miejsce              | Konkurencja | Miejsce | Igrzyska olimpijskie | 2022 | Pekin | big air | 9. |
| slopestyle                     | 15.  |                      |             |         | Igrzyska olimpijskie | 2022 | Pekin |         |    |
| Mistrzostwa świata             | 2017 | Sierra Nevada        | slopestyle  | 12.     |                      |      |       |         |    |
| Mistrzostwa świata             | 2021 | Aspen                | big air     | 12.     |                      |      |       |         |    |
| Mistrzostwa świata             | 2021 | Aspen                | slopestyle  | 17.     |                      |      |       |         |    |
| Mistrzostwa świata juniorów    | 2015 | Chiesa in Valmalenco | slopestyle  | 8.      |                      |      |       |         |    |
| Mistrzostwa świata juniorów    | 2017 | Chiesa in Valmalenco | slopestyle  | 5.      |                      |      |       |         |    |
| Igrzyska olimpijskie młodzieży | 2016 | Lillehammer          | slopestyle  | 5.      |                      |      |       |         |    |